# Аки Росс
А́ки Росс (англ. Aki Ross) — главная героиня научно-фантастического фильма «Последняя фантазия: Духи внутри», озвученная китайской актрисой Минг-На Вен.
Аки Росс стала одной из первых фотореалистичных компьютерных актрис.

## Последняя фантазия: Духи внутри нас

### Создание
Аки Росс была создана компанией Square Pictures, отделением Square Co., Ltd., с целью её использования исключительно в дебютном фильме Последняя фантазия: Духи внутри.
Модель Аки имела высокую детализацию и состояла примерно из 400 000 полигонов. Её причёска представляла собой 60 000 отдельных анимированных волос. Рендеринг одного кадра на 960 рабочих станциях с процессорами Pentium III 933 МГц занимал около полутора часов.

### Возвращение
Компания Square планировала последующее появление Аки Росс в других фильмах, но эти планы не были реализованы. Однако, она участвовала в пародии на музыкальное видео «Триллер» Майкла Джексона, входящей в дополнительные материалы DVD-издания фильма в качестве «пасхального яйца». В дополнительные материалы также включены фотографии Аки Росс в бикини.
Она также «снималась» с новой стрижкой в демонстрационном видео, которое Square Pictures изготовило как подарок Братьям Вачовски до производства «Последний полёт „Осириса“» для проекта «Аниматрица». Это видео доступно на DVD-диске Аниматрицы в качестве бонуса и показывает её акробатическую дуэль с Охранником.
Аки Росс стала первым компьютерным персонажем, попавшим в горячую сотню мужского журнала Maxim.